# Огнецветка гребнеусая
Огнецветка гребнеусая (лат. Schizotus pectinicornis) — вид жуков-огнецветок из подсемейства Pyrochroinae. Распространён в Западной, Центральной и Северной Европе. Обитают в лесах на стволах деревьев, в особенности на берёзе. Длина тела имаго 7—9 мм. Переднеспинка рыжая, с небольшим тёмно-бурым пятном перед щитком.

## Галерея

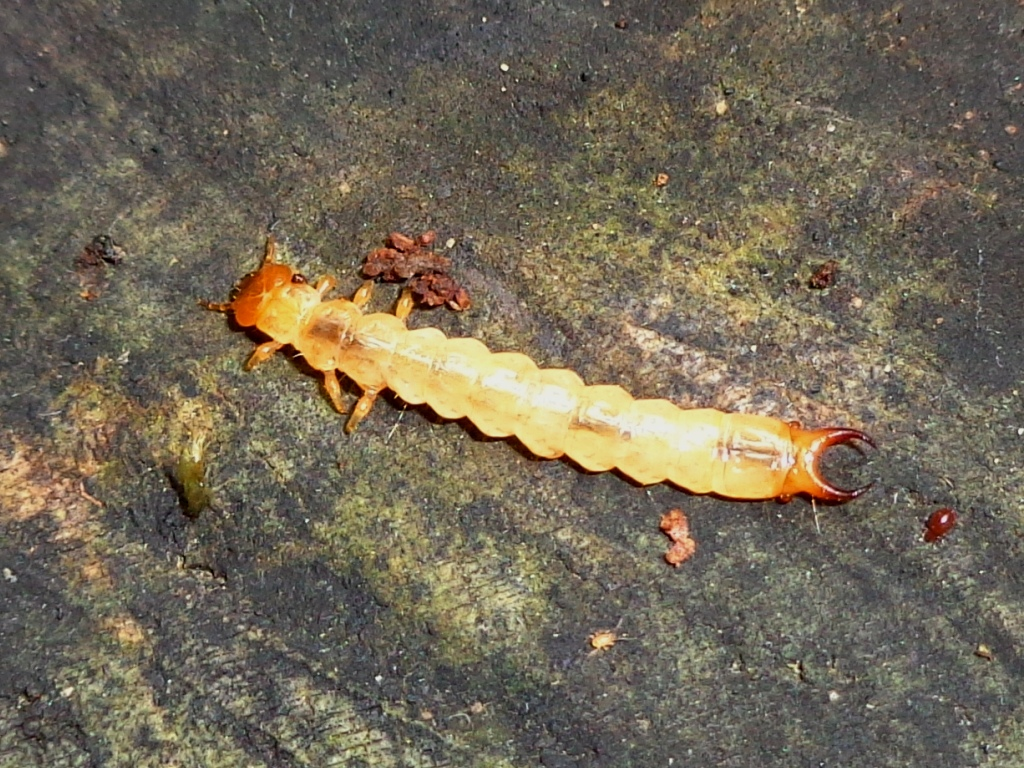
Личинка огнецветки гребнеусой